# Цілик (гірництво)

Схема способу охорони пластових підготовчих виробок ціликами вугілля: 1 — допоміжний бремсберґ; 2 — транспортний бремсберґ; 3 — вентиляційний хідник; 4 — епюра гірничого тиску; 5 — охоронні цілики.

Схема способу охорони польових підготовчих виробок суцільним ціликом вугілля: 1 — допоміжний бремсберґ; 2 — транспортний бремсберґ; 3 — вентиляційний хідник; 4 — охоронний цілик.

Ціли́к (англ. pillar) — порівняно невеликий масив корисної копалини, який залишають непорушним при підземній розробці її родовища.

## Загальний опис
Розрізняють цілики запобіжні, бар'єрні, протипожежні, опорні, захисні, міжкамерні, міжповерхові, надштрекові, охоронні. Дедалі ширше застосовують штучні цілики — конструкції з бетону та ін. матеріалів.
При відкритих гірничих роботах цілик — частина покладу корисної копалини і (чи) масиву пустих порід у контурах кар'єру постійно або тимчасово не розроблювана у процесі експлуатації.
Цілик можна зустріти у гірничих виробках давніх часів. Зокрема, в Україні вони виявлені в штольневих виробках кам'яної доби пройдених в крейдяній горі поблизу с. Широке, що у Амвросіївському р-ні Донеччини.

## Цілик бар'єрний
- Ділянка вугільних пластів (шарів порід) у небезпечних зонах, яка межує з затопленими виробками в тих же пластах (шарах породах).
- Цілик в зоні, небезпечній за проривами води з незатампонованих свердловин.
- Міжшахтний цілик, який залишають для запобігання проникненню води й газу з даної шахти в суміжну.

## Цілик запобіжний (охоронний)
Цілик, який залишають для охорони споруд та природних об'єктів, а також при роботах в зонах, небезпечних за проривами води з затоплених гірничих виробок. Цілики залишають тільки в тому випадку, коли технічно чи економічно для охорони об'єкта не можуть бути використані інші гірничі чи конструктивні заходи та засоби охорони.
Межа (границя) охоронного цілика — лінія перетину підошви пласта (покладу) з площинами, які проведено через границі охоронної берми під кутами зрушення.

## Цілик приствольний (пристовбурний) запобіжний
Цілик для охорони шахтних стволів від руйнування під впливом підземних гірничих робіт. Якщо ствол вертикальний, то цілик служить для охорони не тільки ствола, але й копра, надшахтної будівлі і споруди (комплексу) підіймальної машини.

## Цілик-упор
Цілик запобіжний, що залишається для охорони об'єкта від шкідливого впливу зрушень по напластуванню. Має особливе значення при підробленні об'єктів пластами крутого та похилого падіння.

## Цілик протипожежний
Цілик, який залишають між окремими частинами шахтного поля (здебільшого при розробці потужних пластів, а також пластів із вугіллям, схильним до самозаймання) з метою ізоляції виробленого простору в разі виникнення пожежі в ньому й перешкоджання поширенню пожежі на інші частини шахтного поля.